# Otur
Otur (Outur en asturiano y oficialmente) es una parroquia del concejo asturiano de Valdés, en España. 
Asimismo, la estación de  Ferrocarriles Españoles de Vía Estrecha situada en la parroquia recibe el mismo nombre.

## Poblaciones
- Boronas
- Caneo (Canéu)
- Hervedosas (La Barraca)
- Sabugo (Sabugu)
- Otur (Outur)